# 1185 Nikko
1185 Nikko este un asteroid din centura principală, descoperit pe 17 noiembrie 1927, de Okurō Oikawa.